# Denfert-Rochereau (metropolitana di Parigi)
Denfert-Rochereau è una stazione sulle linee 4 e 6 della metropolitana di Parigi ed è ubicata nel XIV arrondissement.

## La stazione
La stazione venne aperta nel 1906 sull'attuale linea 6 ed è ubicata al disotto della place Denfert-Rochereau.
Il suo nome è un omaggio a Pierre Philippe Denfert-Rochereau (1823-1878), colonnello francese che difese vittoriosamente la città di Belfort contro i prussiani nel 1870-1871.

## Accessi
- pl. Denfert-Rochereau: 2, avenue du Colonel Henri Rol-Tanguy
- r. Daguerre: 4, avenue du Général Leclerc
- av. du Général Leclerc: 1 et 2, avenue du Général Leclerc

## Interconnessioni
La stazione è collegata alla Gare de Denfert-Rochereau, inizialmente costruita nel 1846 come terminale della linea di Sceaux (l'attuale stazione RER B).
- Bus RATP - 38, 68, 88, 216, Orlybus
- Bus Optile - CEAT, 10.07, 10.20, 10.21
- Noctilien - N14, N21, N122

## Galleria d'immagini

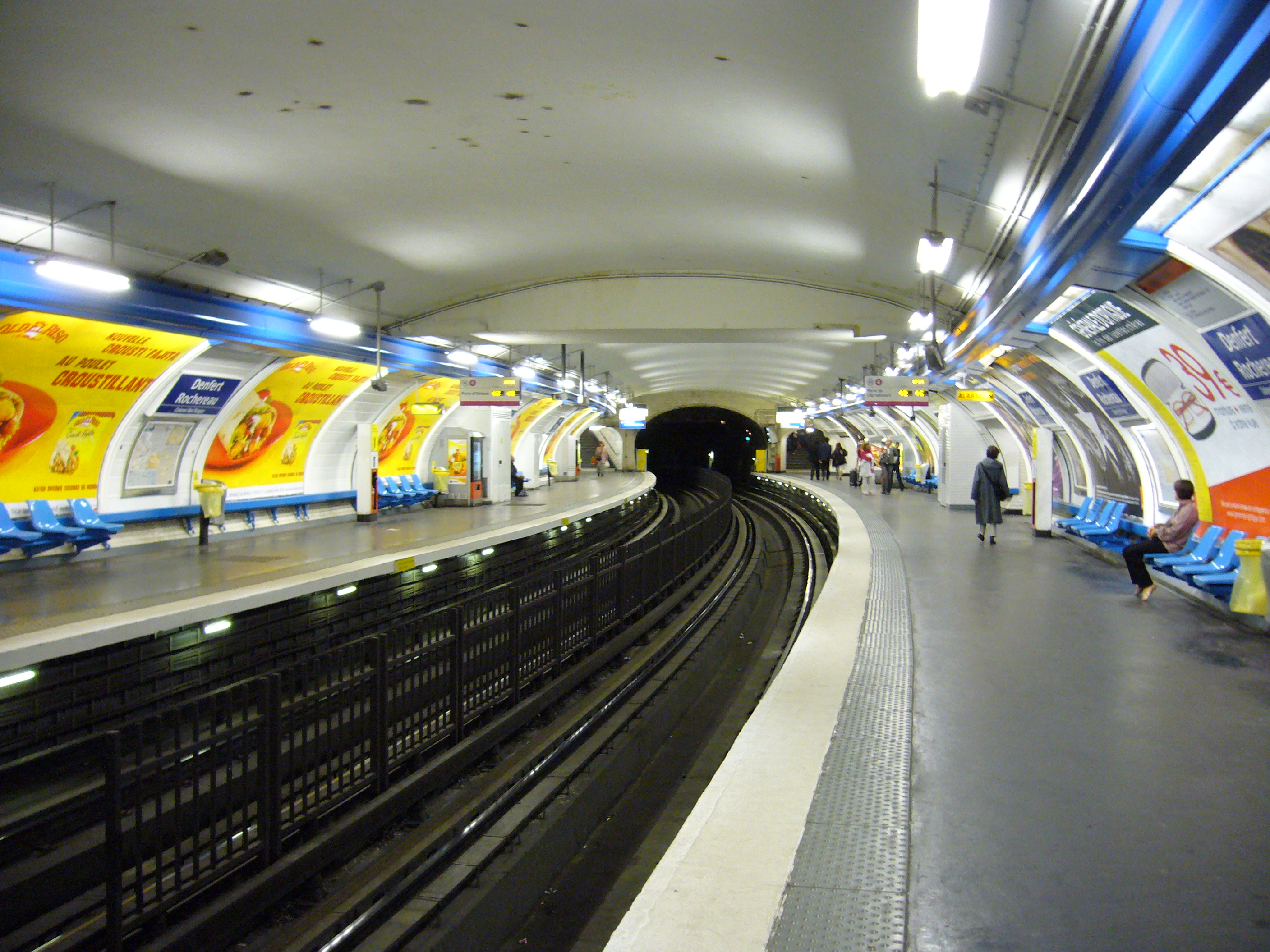
La banchina della linea 4
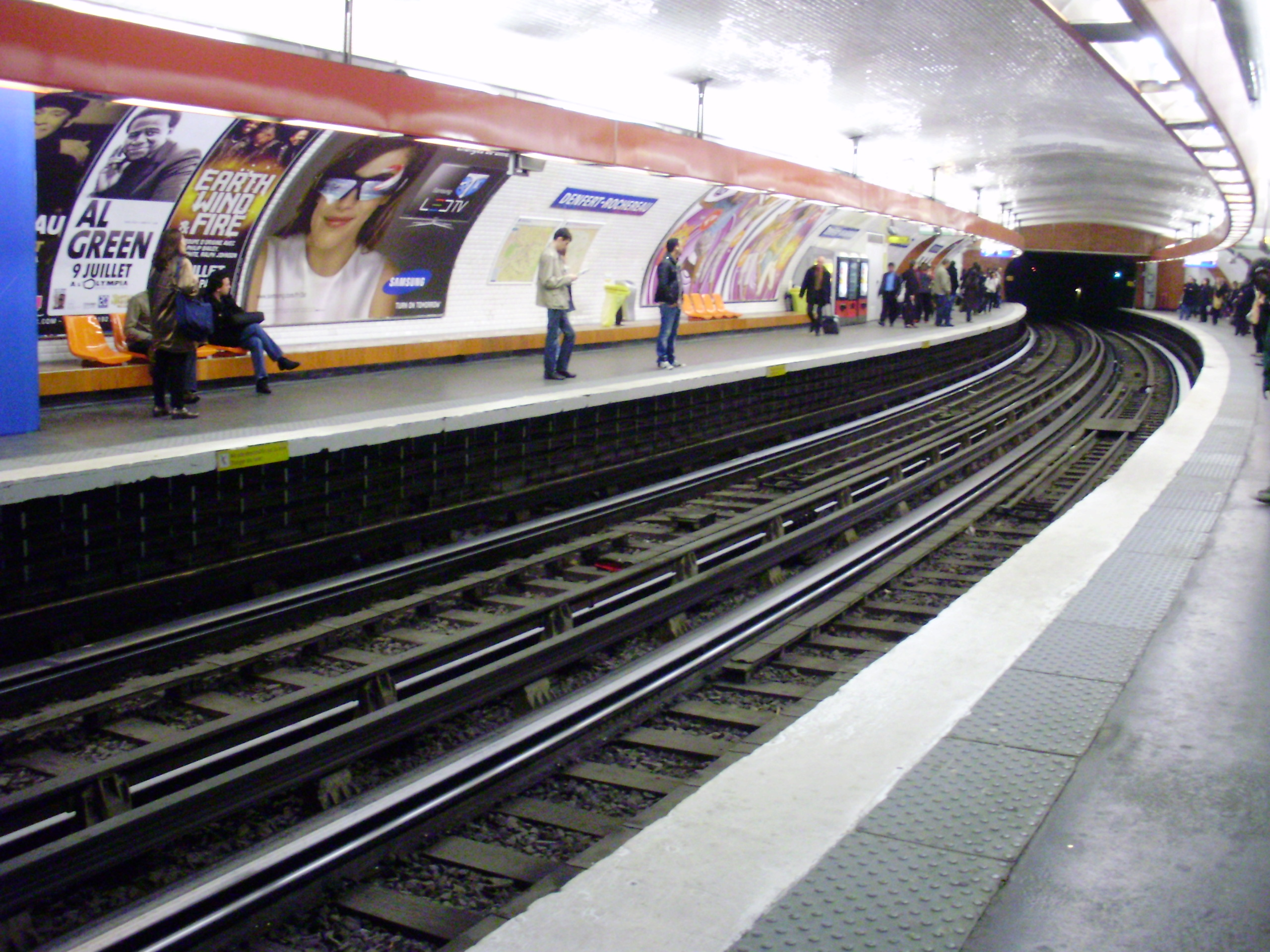
La banchina della linea 6
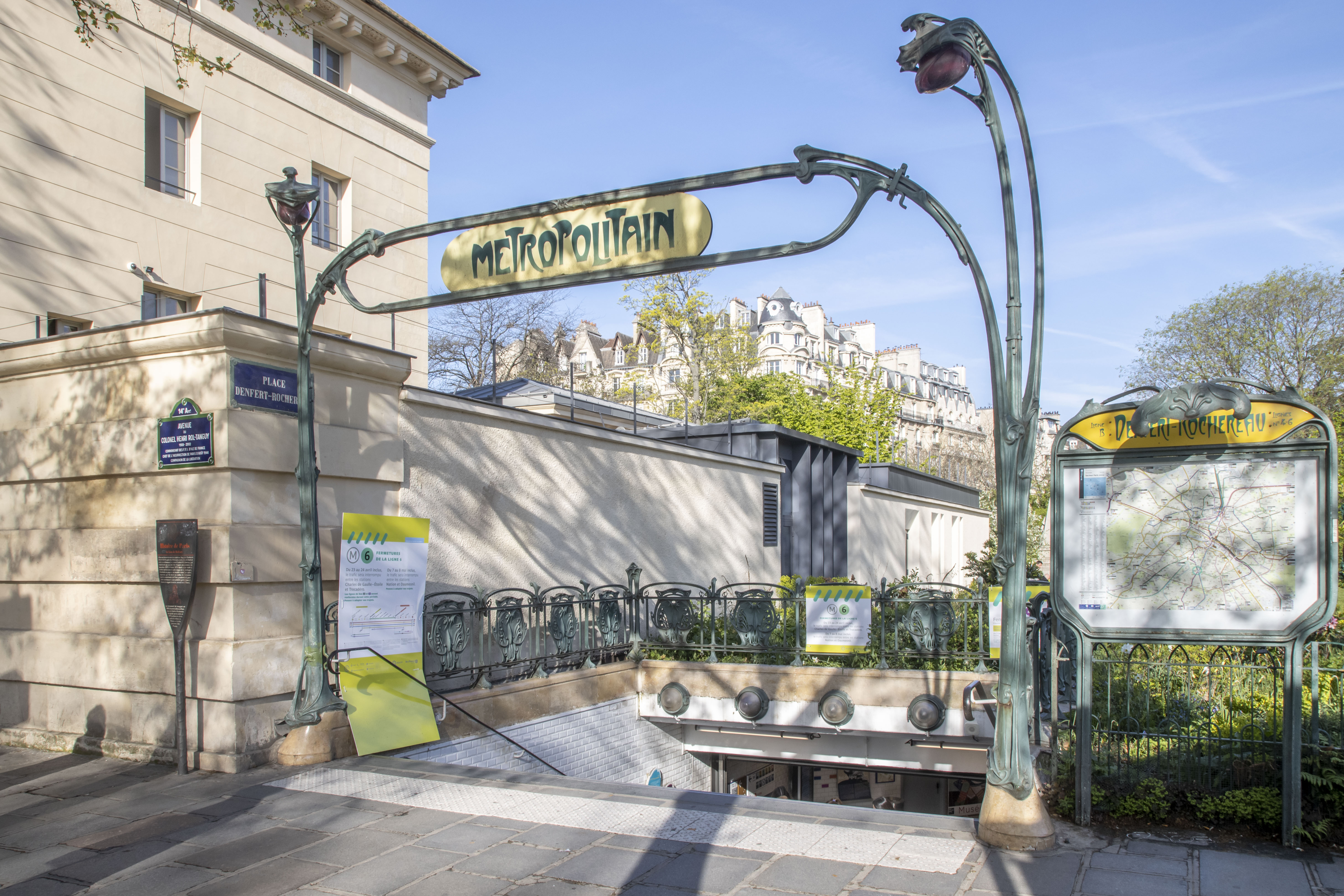
L'ingresso principale della stazione nel 2022